# فازليجا زيروفيتش
فازليجا زيروفيتش (مواليد 4 مايو 1957) هو ملاكم يوغوسلافي، مثّل بلاده في الألعاب الأولمبية الصيفية في دورتي 1976 و1980.

## روابط خارجية
فازليجا زيروفيتش على موقع اللجنة الأولمبية الدولية (الإنجليزية)
- فازليجا زيروفيتش على موقع أوليمبيديا (الإنجليزية)